# Värnaby naturreservat
Värnaby är ett naturreservat i Kalmar kommun i Småland.
Området är skyddat sedan 1921 och är drygt 1 hektar stort. Det är beläget 4 km öster om Halltorps samhälle.

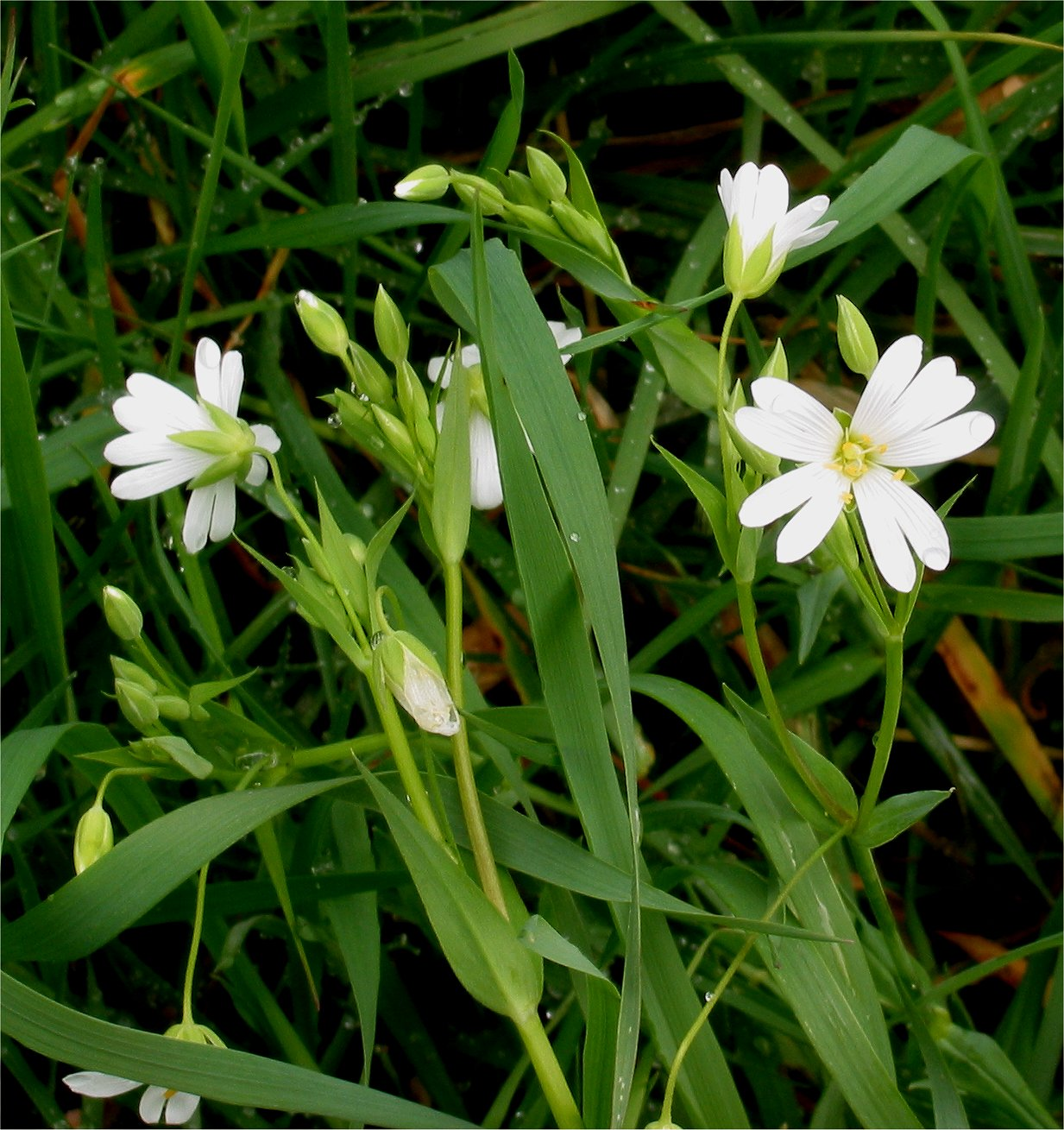
Buskstjärnblomma

Området utgörs av en liten bokskog i lätt kuperad och småblockig terräng. Skogen är tät och släpper inte ner mycket ljus. I denna skuggiga miljö växer bland annat lundgröe, kruståtel och buskstjärnblomma.